# Lovely Horribly
Lovely Horribly (en hangul, 러블리 호러블리; romanización revisada, Reobeulli horeobeulli) también conocida en español como Encantadoramente terrible, es una serie de televisión surcoreana de fantasía y comedia romántica emitida por KBS 2TV desde el 13 de agosto hasta el 2 de octubre de 2018. Es protagonizada por Park Si-Hoo, Song Ji-Hyo, Lee Gi-Kwang, Ham Eun-Jung y Choi Yeo Jin.

## Argumento
Philip (Park Si-Hoo) y Eul-Soon (Song Ji-hyo), están unidos por un inusual destino: la felicidad de uno resulta siempre en la desgracia del otro. Ambos comienzan a escribir una serie de televisión y los eventos en el guion misteriosamente empiezan a ocurrir en la vida real.

## Reparto

### Personajes principales
- Park Si-hoo como Yoo Philip.[2]
  - Kim Tae-yool como Yoo Philip (de niño).
- Song Ji-hyo como Ji Eul-soon.[3][4]
  - Shin Rin-ah como Eul-soon (de niña).[5]
- Lee Gi-kwang como Sung-joong.[6]

### Personajes secundarios
- Hahm Eun-jung como Shin Yoon-Ah.[7]
- Choi Yeo Jin como Ki Eun-Young.[8]
- Ji Seung-hyun como Sa Dong-cheol-[9]
- Jang Hyuk-jin como CEO.
- Moo Soo-bin como ayudante y amiga de Eul-Soon.[10]
- Kim Young-woong como el detective Lee.

### Otros personajes
- Kim Ji-eun como Lee Soo-jung.
- Shin Joo-hyup
- Choi Hee-jin

### Apariciones especiales
- Ha Dong-hoon[11]
- Kang Yul.

## Producción
La primera lectura del guion se dio el 1 de junio de 2018 en el centro de televisión de KBS en Yeouido, Seúl.